# Адолф Ендлер
Адолф Ендлер (на немски: Adolf Endler) е германски поет, есеист, драматург и преводач.

## Биография и творчество
Роден е на 20 септември 1930 г. в Дюселдорф в семейството на търговец.
Отначало Ендлер се издържа като транспортен работник и кранист и сътрудничи на леви издания във ФРГ. Заради активността си в младежкото движение за мир е подведен под съдебна отговорност и в 1955 г. се преселва в ГДР. Следва в Литературния институт „Йоханес Р. Бехер“ в Лайпциг.

## Литературен път
Адолф Ендлер утвърждава поетическото си дарование със стихосбирките „Събудете се без страх“  (1960) и „Децата на Нибелунгите“ (1964). Проявява се най-вече в баладите с „индустриална“ тематика с отчетлив, необичаен ритъм и звучен стих, а също и в политическата поезия – стихосбирките „Пясъчно зрънце“ (1974) и „Гол с очила“ (1975). Адолф Ендлер е известен и като темпераментен литературен критик, в чиито публикации общественото и художественото значение на младата лирика в ГДР намира задълбочена интерпретация. След участието си в протеста срещу лишаването от гражданство на поета Волф Бирман в 1976 г. и осъждането на писателя Щефан Хайм в 1979 г. Ендлер е изключен от Съюза на писателите и започва да сътрудничи на берлински подмолни издания. Успява да публикува стихосбирките „Объркани ясни послания“ (1979) и „Досие Ендлер“ (1981). По-късна поетът издаде и книгите „Пудингът на апокалипсиса. Стихотворения 1963-1998“ (1999), „На инат“ (1999) и „Изпревàри ни полетът на прелетните птици“ (2004).
От 2005 г. поетът е член на Немската академия за език и литература в Дармщат.
Адолф Ендлер, заедно с Уве Грюнинг, превежда на немски език поезията на Атанас Далчев.

## Награди и отличия
- 1978: Literatur-Förderpreis zum Kunstpreis der Akademie der Künste West-Berlin
- 1990: „Награда Хайнрих Ман“ на Академията на изкуствата в Източен Берлин
- 1994: „Бранденбургска литературна награда“
- 1995: Kritikerpreis der SWF-Bestenliste
- 1995: „Награда Братя Грим“ на град Ханау
- 1996: Rahel-Varnhagen-von-Ense-Medaille – gemeinsam mit Brigitte Schreier-Endler
- 1998: Ehrengabe der Deutschen Schillerstiftung
- 2000: „Награда Петер Хухел“
- 2000: „Бременска литературна награда“
- 2001: Федерален орден за заслуги първа степен
- 2003: „Награда Ханс Ерих Носак“
- 2008: „Награда Райнер Малковски“ заедно с Курт Драверт